# Eugenia fluminensis
Eugenia fluminensis (O. Berg, 1857) è una pianta appartenente alla famiglia delle Myrtaceae, endemica dello stato di Rio de Janeiro, in Brasile.

## Descrizione
Foglie picciolate, subcoriacee, lanceolate-oblunghe, con apice allungato, lineare.
Sulla sua corteccia è stata rinvenuta la nuova specie di fungo bioluminescente, Gerronema viridilucens.

## Distribuzione e habitat
Foresta pluviale di Rio de Janeiro.